# بيير دوفال (جغرافي)
بيير دوفال (بالفرنسية: Pierre Duval)‏ هو جغرافي فرنسي، ولد في 1618 في أبفيل في فرنسا، وتوفي في 29 سبتمبر 1683 في باريس في فرنسا.